# Conchylia sesquifascia
Conchylia sesquifascia là một loài bướm đêm trong họ Geometridae.